# South Walsham
South Walsham är en ort och civil parish i Storbritannien.   Den ligger i grevskapet Norfolk och riksdelen England, i den sydöstra delen av landet, 170 km nordost om huvudstaden London. South Walsham ligger 9 meter över havet och antalet invånare är 738.
Terrängen runt South Walsham är mycket platt. Runt South Walsham är det tätbefolkat, med 319 invånare per kvadratkilometer. Närmaste större samhälle är Norwich, 14,0 km väster om South Walsham. Trakten runt South Walsham består till största delen av jordbruksmark.